# Лімфатична лакуна (земноводні)
Лімфати́чна лаку́на (англ. lymph space, пол. worki limfatyczne) — своєрідний резервуар в безхвостих амфібій, що розташований під шкірою та дозволяє за несприятливих умов накопичувати запаси води. Шкіра з'єднується з мускулатурою тіла лише в кількох ділянках смужками сполучної тканини, що утворюють перетинки між лакунами.